# Джалаун (город)
Джалаун (англ. Jalaun, хинди जालौन) — город на севере Индии, в штате Уттар-Прадеш, на территории одноимённого округа.

## География
Город находится в юго-западной части Уттар-Прадеша, на высоте 144 метров над уровнем моря.
Джалаун расположен на расстоянии приблизительно 165 километров к юго-западу от Лакхнау, административного центра штата и на расстоянии 330 километров к юго-востоку от Нью-Дели, столицы страны.

## Демография
По данным официальной переписи 2001 года численность населения города составляла 50 033 человек, из которых мужчины составляли 53,3 %, женщины — соответственно 46,7 %. Уровень грамотности населения составлял 63,8 %. Уровень грамотности среди мужчин составлял 71,9 %, среди женщин — 54,5 %. 15,4 % населения составляли дети до 6 лет.